# Шапошников, Николай Николаевич
Никола́й Никола́евич Ша́пошников (1878, Московская губерния — 1939, Москва) — российский и советский экономист.

## Биография
Родился 15 (27) июля 1878 года в селе Горбово-Мосальское, в Рузском уезде Московской губернии, в имении деда, отставного надворного советника Александра Антоновича Шапошникова, в многодетной семье известного математика Н. А. Шапошникова. Младший брат — академик АН СССР микробиолог В. Н. Шапошников.
Окончил 4-ю Московскую мужскую гимназию (1896, 47-й выпуск) и юридический факультет Московского университета (1901). После окончания университета был оставлен при кафедре для подготовки к профессорскому званию, с 1906 года — приват-доцент; был командирован Московским университетом за границу, два с половиной года (1906—1908) провёл в Германии. Из Германии вернулся с женой-немкой, Шарлоттой Герминой Оттилией (Шарлоттой Германовной) Ульрих.
По возвращении был в 1910 году избран доцентом Санкт-Петербургского политехнического института, однако через полгода вернулся в Москву, на кафедру политической экономии Московского коммерческого института.
Входил в Совет Общества имени А. И. Чупрова для разработки общественных наук.
С 1913 года — магистр политической экономии и статистики. Изначально проблемы финансов интересовали Шапошникова в широком контексте социальной проблематики. Он анализировал учение немецкого экономиста И. Г. фон Тюнена, который рассматривал проблемы дифференциальной ренты, цен и заработной платы в сфере сельскохозяйственного производства и считал возможным примирение интересов труда и капитала посредством перераспределения национального дохода через налоговую систему в пользу неимущих классов. Магистерская диссертация Н. Н. Шапошникова по его монографии «Теория ценности и распределения. Критическое исследование о новейших течениях экономической теории» была защищена в 1913 году в Киевском университете Святого Владимира. В этом же году он был избран экстраординарным профессором Московского коммерческого института и начал углублённо заниматься проблемами протекционизма и таможенной политики. В это время он занимался экспертной деятельностью в интересах Министерства финансов.
В 1915 году Высочайшим приказом по Министерству промышленности был «согласно занимаемой должности» экстраординарного профессора произведён сразу в чин коллежского советника (VI класс) со старшинством со дня вступления в должность (с 13 июля 1913 года).
Оставаясь профессором Московского института народного хозяйства (бывшего Коммерческого института) до 1927 года, где читал курс «Политическая экономия», в 1918—1922 гг. он преподавал также в Московском университете: до 1919 г. — профессор кафедры политической экономии и статистики юридического факультета, затем экономического отделения, в 1921—1922 гг. — профессор кафедры теории и техники, статистики и экономической статистики факультета общественных наук.
В начале 1920-х гг. работал во Всероссийском комитете помощи голодающим (Помгол). В ночь с 26 на 27 августа 1921 г. был арестован по делу Помгола и заключён в Бутырскую тюрьму, но 8 октября освобождён по ходатайству Московского Политического Красного Креста.
После освобождения он одновременно возглавлял целый ряд комиссий по подготовке преобразований в финансовой сфере, занимался проблемами таможенной политики и таможенного тарифа. С 1 марта 1922 года — консультант Финансово-экономического бюро Наркомфина СССР. В 1923—1928 гг. — заместитель председателя секции денежного обращения и кредита Института экономических исследований. С 1 марта 1924 г. по 1 июня 1928 г. — заместитель заведующего Конъюнктурным институтом Наркомфина СССР Н. Д. Кондратьева.
В 1924—1930 гг. руководил разработкой экономической части проекта Днепростроя, в 1931—1936 гг. работал главным инженером Главэнерго Наркомтяжпрома СССР, с 7 июля 1937 г. — в Научно-исследовательском финансовом институте (НИФИ).
Умер в Москве в 1939 году; похоронен в семейной могиле на 4-м участке (49 ряд) старого Новодевичьего кладбища.

## Научный вклад
Сторонник психологической школы и математического направления в политэкономии. В теории ценности пытался соединить теорию издержек производства и психологическую теорию ценности. Одним из первых уделил внимание формуле В. К. Дмитриева, в которой давался способ выражения полных затрат труда на единицу продукции.

## Сочинения
В дореволюционные годы опубликовал ряд трудов по политической экономии, в том числе:
- «Теория прибыли Бем-Баверка» (СПб., 1906)
- «Учение Тюнена об естественной заработной плате» (Ярославль, 1909)
- «Теория ценности и распределения: Критическое исследование о новейших течениях в экономической теории» (М., 1912)
- «Первый русский экономист-математик Владимир Карпович Дмитриев». — М., 1914
- «Протекционизм и свобода торговли» (Пг., 1915; 2-е изд. — М.-Л., 1924)
- «Капитализм» (Петроград, 1917)

Работы 1920-х гг. посвящены внешней торговле, кредитно-денежной политике, вопросам финансовой конъюнктуры. В их числе:
- Промышленный протекционизм и наша таможенно-тарифная политика» (1924)
- «Кредитная эмиссия и цены» (1924)
- «Денежная реформа и устойчивость цен» (1924)
- «Таможенная политика России до и после революции» (М.-Л., 1924, «труд по таможенной политике России, содержавший ценный фактический материал»),
- «Днепрострой и производство металла» (Харьков, 1927) и др.